# مارك هنتر (لاعب هوكي الجليد)
مارك هنتر هو لاعب هوكي الجليد كندي، ولد في 12 نوفمبر 1962 في Petrolia, Ontario ‏ في كندا.

## وصلات خارجية
- مارك هنتر على موقع دوري الهوكي الوطني (الإنجليزية)
- مارك هنتر على موقع EliteProspects.com (الإنجليزية)
- مارك هنتر على موقع HockeyDB.com (الإنجليزية)
- مارك هنتر على موقع Hockey-Reference.com (الإنجليزية)